# Louis Satow
Louis Franz August Satow (* 20. Juni 1880 in Lübeck; † 27. Mai 1968 in Hamburg) war ein deutscher Pädagoge, Publizist und Verleger.

## Leben und Wirken
Louis Satow wurde in Lübeck geboren, wo er von 1897 bis 1900 das Lehrerseminar absolvierte und die erste Staatsprüfung bestand. Ab 1902 arbeitete er dort als Hilfslehrer an einer Gehörlosenschule, verlegte seinen Wohnsitz dann aber nach Hamburg, wo er 1904 die zweite Staatsprüfung ablegte. Im selben Jahr erhielt er in Berlin die Spezialbefähigung für den Unterricht von Sprach- und Hörgeschädigten. In Hamburg erhielt er an der Taubstummenschule an der Bürgerweide eine Lehrerstelle als Beamter auf Lebenszeit.
In den folgenden Jahrzehnten engagierte sich Satow in mehreren linksorientierten arbeitnehmernahen Organisationen, die als reformorientiert und freidenkerisch galten. Anfangs hielt er Vorträge bei Veranstaltungen für Arbeitnehmer im Berliner Verein Neue Freie Volksbühne unter dem Vorsitz von Bruno Wille und schrieb erste Beiträge für die monatlich erscheinende Vereinszeitschrift „Die Kunst dem Volke“. Vor dem Ausbruch des Ersten Weltkriegs schloss er sich der Altonaer Ortsgruppe der DFG an. Finanziell durch die Lehrerstelle abgesichert, setzte sich Satow während des Krieges zunehmend für die Friedensbewegung ein, deren Bemühungen jedoch erfolglos blieben. 1930 übernahm er als Nachfolger von Friedrich Bloh den Vorsitz der Norddeutschen Arbeitsgemeinschaft der DFG, der ungefähr 30.000 Mitglieder in 300 Ortsgruppen angehörten. Darüber hinaus unterstützte Satow den Deutschen Monistenbund.
Satow, der seit 1918 der SPD angehörte, trat 1931 aufgrund eines Unvereinbarkeitsbeschlusses gegen die DFG aus der Partei aus. Nach der nationalsozialistischen Machtergreifung zeigte die Polizeibehörde den Pädagogen bei der Schulbehörde wegen „staatsfeindlicher Einstellung“ an. Im September 1933 musste er auf der Grundlage des Gesetzes zur Wiederherstellung des Berufsbeamtentums mit halber Pension in den Ruhestand gehen. Aus taktischen Gründen trat er in den Nationalsozialistischen Lehrerbund ein, aus dem er aber 1934 ausgeschlossen wurde. Arbeiten als Schriftsteller wurden ihm verboten.
Satow agierte als Sprecher der Freireligiösen Gemeinde Hamburg, gegen die 1935 ein Verbot aufgrund „gesetzwidriger politischer Machenschaften“ ausgesprochen wurde. Gemeinsam mit seinem Freund und Mäzen, dem Zahnarzt Theodor Hambroer, engagierte sich Satow über den Freimaurerbund zur aufgehenden Sonne in der Weißen Rose Hamburg. Aufgrund seiner illegalen Tätigkeit vernahm die Gestapo Satow wiederholt. Nach Ende des Zweiten Weltkriegs erhielt er altersbedingt keine Lehrerstelle mehr. Er stellte Anträge auf Wiedergutmachung aufgrund politischer Verfolgung, denen jedoch nicht vollständig entsprochen wurde.
1947 gründete Satow den Hamburger Kulturverlag Satow, in dem Bücher von Hans Fülster, Wilhelm Lamszus, Otto Lehmann-Rußbüldt und Erich Lüth erschienen. Sein Freund Max Zelck, der in Hamburg das Jugendamt leitete, stellte einen Kontakt zur Arbeitsgemeinschaft Jugendweihe her, die ihre Periodika bei Satow verlegte. Satow schrieb für die Werke teils neue kleine Beiträge oder verwendete bereits früher verfasste Texte. Außerdem beteiligte er sich am neu gegründeten Monistenbund, den er in Hamburg jedoch nicht reaktivieren konnte. Er war Mitglied der Hamburger Freimaurerloge Frieden und Freiheit zur aufgehende Sonne.

## Werke

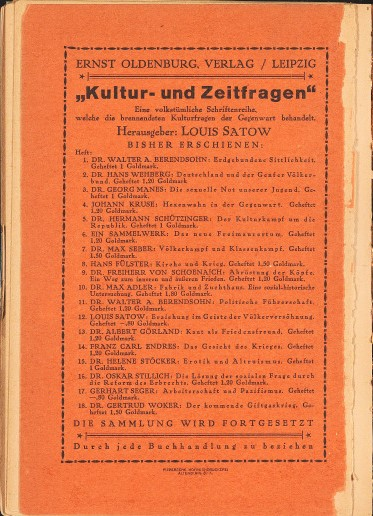
Kultur und Zeitfragen (Anzeige, 1925)

Als Autor verfasste Satow mehrere Werke. Sein 1912 erstmals publizierter Sammelband Die heilige Erde, der Vorworte von Otto Ernst enthielt, erschien bis 1924 in zehn Auflagen. 1919 gab Satow erstmals die Reihe Kultur- und Zeitfragen heraus. Die Buchreihe erschien im Ernst Oldenburg Verlag in Berlin und hatte Autoren wie Albert Görland, Helene Stöcker und Gertrud Woker. 1923 firmiert er als Schriftleiter der Monatsschrift „Es werde Licht! Blätter für Humanität, Freiheit und Fortschritt“ (erschienen von 1870 bis 1927). Das bedeutendste eigene Werk Hypnotismus und Suggestion. Kulturpsychologische Betrachtungen wurde 1923 in deutscher und englischer Sprache veröffentlicht. Der Autor beschrieb darin keine neuen Theorien zur Massenpsychologie. Basierend auf bestehenden Theorien von Gustave Le Bon und anderen Psychologen stellte er allgemeinverständlich, klar und eindringlich dar, dass er aktuelle Entwicklungen in Wirtschaft und Politik und den Ersten Weltkrieg für gefährlich und irrational hielt.
Von 1941 bis 1945 arbeitete Satow als rechtlich selbstständiger gewerblicher Schriftsteller. In dieser Zeit überarbeitete er einen 1936 verfassten Literaturkundlichen Katalog für Werkbüchereien. Nach Kriegsende gab er im eigenen Verlag erneut die Kultur- und Zeitfragen heraus.